# Battlefield 1943
Battlefield 1943 é um jogo eletrônico de tiro em primeira pessoa multijogador desenvolvido pela DICE e publicado pela Electronic Arts para Xbox 360 e PlayStation 3 por meio de distribuição digital. Ocorre no Teatro de Operações do Pacífico da Segunda Guerra Mundial. Uma versão para Microsoft Windows foi planejada, mas posteriormente cancelada.
Ao contrário de Battlefield 1942, 1943 não possui a opção de jogar no modo singleplayer com bots. O jogo é uma recreação parcial de Battlefield 1942, apresentando gráficos e sons avançados, bem como destruição de cenário graças ao motor Frostbite, utilizado pela primeira vez em Battlefield: Bad Company de 2008.